# Distretto di Şirvan
Il distretto di Şirvan (in turco Şirvan ilçesi) è uno dei distretti della provincia di Siirt, in Turchia.